# Harry Herrmann (Offizier, 1909)

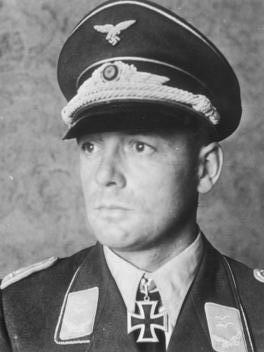
Harry Herrmann als Oberleutnant nach der Verleihung des Ritterkreuzes, 1941

Harry Herrmann, auch Harry Hermann (* 27. Mai 1909 in Berlin; † 12. März 1995 in Altenstadt bei Schongau) war ein deutscher Offizier, zuletzt Oberst der Bundeswehr.

## Leben
Harry Herrmann trat Anfang 1929 der Schutzpolizei bei und wurde 1934/35 an die Polizeischule in Potsdam-Eiche kommandiert. Hier wurde er später zum Leutnant befördert.
An der Fallschirmschule Stendal nahm er am Fallschirmschützenlehrgang teil und trat in die Luftwaffe der Wehrmacht über. Im Jahre 1937 wurde er Bataillonsadjutant und 1939 Inspekteur der Fallschirmschule. Am 1. August 1939 wurde Herrmann Ordonnanzoffizier im Stab der 7. Flieger-Division. Mit der Division nahm er an dem Luftlandeangriff auf die Festung Holland teil.
Als Oberleutnant und Chef der 5. Kompanie des Fallschirmjäger-Regiments 1 der 7. Flieger-Division erhielt er am 9. Juli 1941 für seine Führung während der Luftlandeschlacht um Kreta das Ritterkreuz des Eisernen Kreuzes. Beim Absprung erlitt er nahe Heraklion einen Kopftreffer und erblindete kurzzeitig. Herrmann führte unterstützt von Angehörigen seiner Kompanie, deren Chef der Kompanie er seit Juni 1940 war, den Angriff trotzdem erfolgreich. Er wurde nachfolgend zum Hauptmann befördert und Kompaniechef im Fallschirmjäger-Lehr-Regiment 1.
Ab Februar 1944 stellte er das Fallschirm-Lehr-Regiment mit zwei Bataillonen als Kommandeur auf, das im Juni 1944 in Fallschirmjäger-Lehr-Regiment 21 umbenannt wurde. In der Folge erlitt das Regiment, der 1. Fallschirm-Armee unterstellt, bei den Kämpfen um Arnheim und Roermond im Rahmen der Operation Market Garden starke Verluste und wurde im Januar 1945 aufgelöst.
Vom 4. September 1944 bis 1. Oktober 1944 war Herrmann als Oberstleutnant kurzzeitig mit der Führung der 6. Fallschirmjäger-Division beauftragt. Während der Operation Market Garden wurde das Fallschirmjäger-Lehr-Regiment 21 als Kampfgruppe Herrmann eingesetzt, die im März 1945 zur Fallschirm-Panzerjagd-Brigade Herrmann umgegliedert wurde und der weitere Einheiten unterstellt wurden. Im Jahre 1945 wurde Hermann zum Oberst befördert.
Ab 19. April 1945 war Herrmann, nach der Absetzung von General der Fallschirmtruppe Bruno Bräuer, letzter Kommandeur der 9. Fallschirmjäger-Division, die bei der Schlacht um Berlin kämpfte. Nach Kriegsende kam er für 10 Jahre in sowjetische Kriegsgefangenschaft.
Anfang Mai 1957 wurde Herrmann als Oberst in die Bundeswehr übernommen und Abteilungsleiter Luftlandetruppen im Truppenamt der Bundeswehr. Diese Dienststellung hatte nur er inne und wurde später umorganisiert. Ab Oktober 1959 war er stellvertretender Kommandeur der 1. Luftlandedivision und wurde Ende September 1962 vom Brigadegeneral Oskar-Alfred Berger abgelöst. Vom 1. Oktober 1962 bis 30. September 1967 war er als Nachfolger von Oberst Walter Gericke Kommandeur der Luftlande- und Lufttransportschule (Altenstadt). Anschließend ging er in den Ruhestand.